# Región de Zambezi

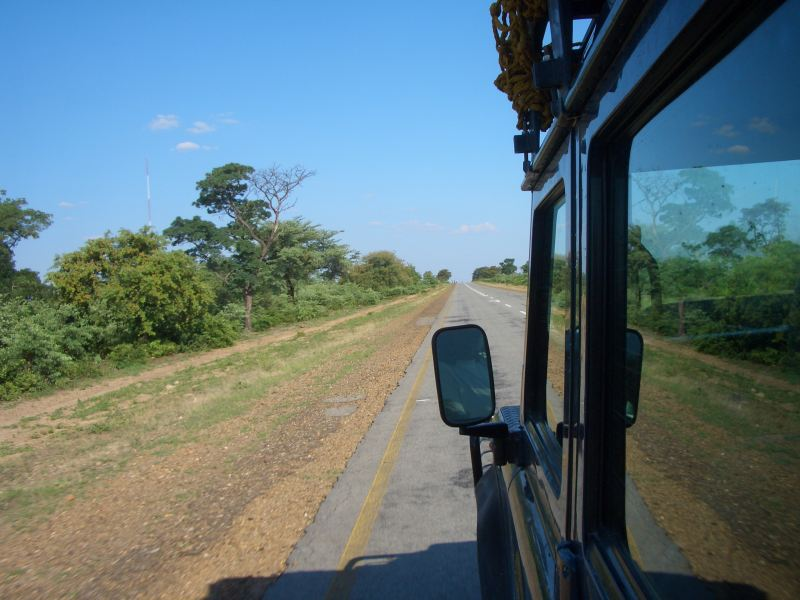
Carretera de Caprivi B-8

Zambezi es en la actualidad una de las 14 regiones administrativas de Namibia, hasta 2013 su nombre era Caprivi. Antes de que Namibia declarara su independencia, en 1989, este territorio integró el país de África del Sudoeste, que estaba bajo mandato sudafricano. Durante aquel periodo, se constituyó allí el bantustán o patria autogobernada de East Caprivi (más tarde, renombrado Lozi), el cual llegaría a formar un Estado nominalmente independiente, luego disuelto.

## Geografía

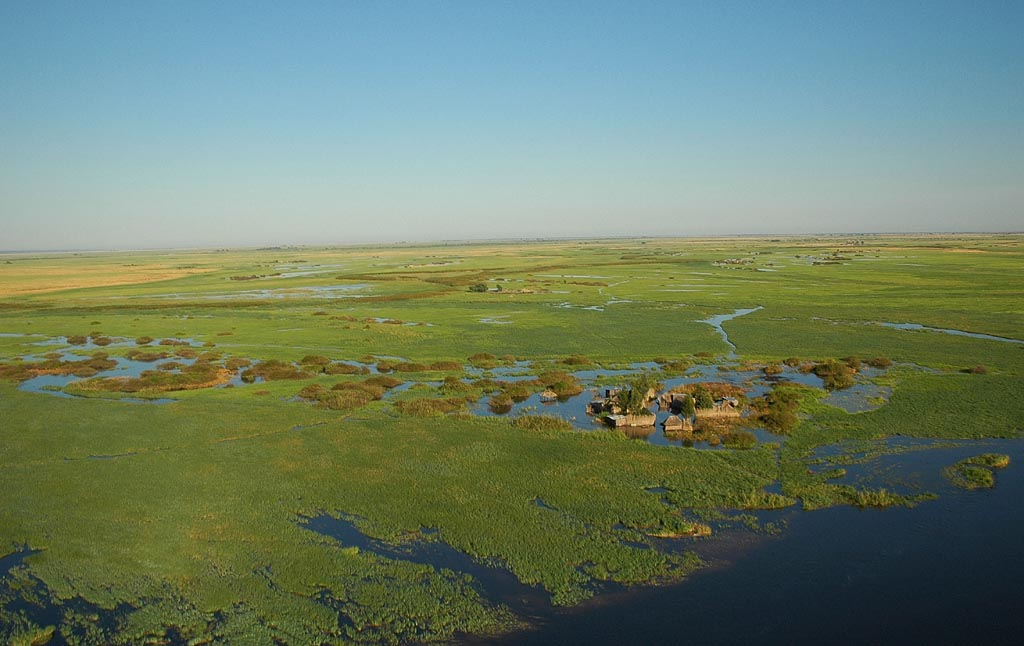
Aldea durante una inundación en las llanuras de Caprivi

Esta región forma un estrecho saliente en la parte más oriental de la llamada Franja de Caprivi, que es a su vez la más oriental del país. De unos 450 km de longitud, entre Botsuana (al sur), Angola y Zambia (al norte), y la región de Kavango del Este al oeste. La mayor ciudad, y capital de la región, es Katima Mulilo.
Fue llamada así en homenaje a Leo von Caprivi, Canciller de Alemania que negoció, en 1890, para anexionar el territorio al África del Sudoeste Alemana, logrando que Alemania tuviera acceso al río Zambeze, y obteniendo también la isla de Heligoland, en el mar del Norte; a cambio de esto, entregó al Reino Unido la isla de Zanzíbar, en la costa de Tanzania.
La región forma parte de la cuenca del río Cuando, que fluye a lo largo de la frontera con Botsuana. Los ensanchamientos del río reciben diferentes nombres: el Linyata y el Chobe. El punto más oriental de la región es aquel en que el Cuando se une al Zambeze.

## Historia

### Era del apartheid
Durante el periodo de desarrollo separado del apartheid, y siguiendo las recomendaciones del reporte de 1964 de la Comisión Odendaal, en este territorio se formó el bantustán llamado Caprivi del Este, el cual fue destinado para los miembros de la etnia lozi. La región fue declarada independiente en 1976.
Esta etnia, se dividía en dos comunidades: los subiya en el este y los fwe en el oeste; estas fueron las únicas dos comunidades oficialmente reconocidas. Otros grupos como los yeyi (también llamados mayeyi) y los mayuni fueron ignorados. Esto ocasionó fricciones y conflictos cuyas consecuencias se siguen sintiendo en la actualidad. En esta región la mayoría de los habitantes hablan varios idiomas, pero la lengua franca es el lozi.

### Tiempos recientes
Finalmente, en 1989, durante la transición a la independencia de Namibia, el estado fue disuelto y la región, reincorporada al resto del territorio.
Debido a su posición aislada y al hecho de que se ignoraron las fronteras tradicionales tribales (más incluso de lo que era normal al trazar los mapas de la era poscolonial), la zona ha sido escenario de frecuentes revueltas. En agosto de 1999, la ciudad de Katima Mulilo sufrió sucesivas manifestaciones por parte de separatistas que pretenden la creación de un estado independiente en la zona.

## Distritos electorales
La región posee ocho distritos electorales:
- Kongola
- Judea Lyaboloma
- Linyanti
- Sibinda
- Katima Mulilo Rural
- Katima Mulilo Urbano
- Kabe
- Kabe Sur